# Cryin' Blues
Pour les articles homonymes, voir Crying et Blues.
Clip vidéo
[vidéo] « Charles Mingus - Cryin' Blues », sur YouTube
Cryin' Blues (blues en pleur, en anglais) est un standard de jazz jazz blues post-bop, composé par le pianiste-contrebassiste-compositeur de jazz américain Charles Mingus, enregistré avec son big band jazz sur son album emblématique Blues & Roots de 1959,.

## Histoire
Miles Davis compose et enregistre son album Kind of Blue (Sorte de blues) en 1959 (un de ses albums emblématiques d'évolution révolutionnaire du jazz blues, avec entre autres tubes So What, ou All Blues). Charles Mingus compose et enregistre alors Blues & Roots (blues & racines),,,, un des albums emblématiques de sa carrière, de « blues façon Mingus », inspiré de ses racines blues-gospel des souvenirs de son enfance, avec entre autres cette composition de blues instrumental, qui débute avec un solo de saxophone ténor de Booker Ervin, suivi par un solo blues de contrebasse de Charles Mingus, repris au piano par Horace Parlan, et conclu par un solo de saxophone alto de Jackie McLean, et des chahuts hurlants du big band jazz (du thème de l'album)...  

## Big band de Charles Mingus
- Charles Mingus – contrebasse, chef d'orchestre
- John Handy et Jackie McLean – saxophone alto
- Booker Ervin – saxophone ténor
- Pepper Adams – saxophone baryton
- Jimmy Knepper et Willie Dennis (en) – trombone
- Horace Parlan – piano
- Dannie Richmond – batterie

## Reprises
Ce standard de jazz blues est repris entre autres par le Mingus Big Band (Grammy Awards du meilleur album big band jazz 2005)...